# Волкова, Людмила Александровна
Людмила Александровна Волкова (бел. Людміла Волкава; род. 28 сентября 1949, Кандалакша, Мурманская область, РСФСР, СССР) — советская и белорусская актриса театра и кино, Заслуженный артист Республики Беларусь (1997).
Окончила Белорусский театрально-художественный институт (курс Владимира Маланкина).
С 1972 года — актриса Гродненского областного драматического театра.

## Фильмография
- 1971 — Весенняя сказка — деревенская девушка
- 1977 — Чёрная берёза — эпизод
- 1977 — В зоне особого внимания[1]
- 1986 — Одинокая женщина желает познакомиться — бывшая жена Валентина

## Награды
- Премия Белорусского союза театральных актёров — национальная премия «Хрустальный цветок» (1995) (за роль Норы в спектакле «Нора», реж. В. Барковский, 1993)
- Лауреат премии Федерации профсоюзов Республики Беларусь (1995)
- Заслуженный артист Республики Беларусь (1997)
- Нагрудный знак Министерства культуры Республики Беларусь «За вклад в развитие культуры Беларуси» (2012)
- Медаль Франциска Скорины (2014)